# ساماتاسویر
ساماتاسویر (انگلیسی: Samatasvir) (IDX-719) یک داروی آزمایشی برای درمان بیماری هپاتیت ث است. این دارو در ابتدا توسط Idenix ساخته شد و توسعه توسط مرک اند کو. پس از خرید Idenix ادامه یافت. ساماتاسویر نتایج خوبی در آزمایش‌های فاز دوم نشان داده است.
ساماتاسویر یک مهارکننده بسیار قوی و انتخابی کمپلکس تکثیر ویروس هپاتیت C NS5A است. در حالی که نتایج امیدوارکننده‌ای را نشان داد که به عنوان تک‌درمانی تجویز شد، اما احتمالاً ساماتاسویر به عنوان یک محصول ترکیبی با سایر داروهای ضد هپاتیت به بازار عرضه می‌شود تا اثربخشی را افزایش دهد و شانس ایجاد مقاومت را کاهش دهد، مانند سایر درمان‌های جدید هپاتیت ث که در حال حاضر تحت درمان هستند. آزمایش‌های ساماتاسویر در ترکیب با سایر داروهای ضد ویروسی مانند سیمپرویر نیز در حال انجام است.